# 佐倉ねね
佐倉 ねね（さくら ねね、1996年11月11日 -  ）は、日本のAV女優。2016年7月にE-BODYよりAVデビュー。LIGHT所属。

## 人物
- 趣味は美術館巡り。
- 特技はバドミントン。

## 出演

### イメージDVD
- 『AV無理』ミスコン審査と騙して無茶撮り 真面目なムチムチHカップ女子大生（2016年7月1日、未満）
- Nene お嬢様は爆乳Hカップ（2016年8月4日、REbecca）

### アダルトDVD
2016年
- E-BODY大型専属デビュー 卑猥乳首Hカップの美人すぎるお嬢様（7月13日、E-BODY）
- 絶頂102回!! 美人お嬢様の激イキ！初体験4本番（8月13日、E-BODY）
- Nene お嬢様は爆乳Hカップ （8月24日、E-BODY）
- ねっとり濃厚な接吻と発情ベロキス性交（9月13日、E-BODY）
- 美人お嬢様の下品SEX解禁！理性ぐちゃぐちゃ絶叫トランス性交（10月13日、E-BODY）
- 濡れ透け卑猥乳首Hcup爆乳メイド（11月13日、E-BODY）
- 愛する夫のテクよりも100倍気持ちいい膣内オイルマッサージの虜になった豊満ボディ妻（12月8日、E-BODY）

2017年
- 未満プレミアム美巨乳総集編2017 被害者32人全員おっぱい騙し揉み8時間（1月7日、未満）
- 思春期の生徒達に弱み握られ衣服は縄のみの究極羞恥！皆の前で緊縛授業を強要される新人巨乳女教師 佐倉ねね（1月25日、E-BODY）
- ドM女とドS男の相性200％濃密監禁SEX（2月25日、E-BODY）
- 解禁真正中出し いきなり生精子10発注入!（5月1日、E-BODY）
- 子宮が疼く女教師が連続中出しさせてくれる強制勃起テクニック（6月13日、Fitch）
- 究極の爆乳密写シコシコサポート（7月19日、Fitch）
- 社長秘書緊縛奴隷 ～恥辱に悶える罪人縛り調教～（8月20日、Fitch）
- 爆乳に成長した同級生と1泊2日のハーレム中出し同窓会（9月1日、Fitch）※「AV OPEN 2017」女優部門 エントリー作品
- 佐倉ねね 全E-BODY作品コンプリートBEST27本番12時間スペシャル（9月13日、Fitch）※単体ベスト
- ごっくん解禁と真性中出し37連発123分ノンストップ1本勝負ガチンコ撮影会（10月19日、Fitch）
- 巨乳家庭教師チーム!のおっぱいまみれフル勃起授業（11月7日、ムーディーズ）
- 超絶テクで射精無制限!淫らな痴女が絡みつく中出し逆3Pクラブ（11月13日、Fitch）
- セックスレス人妻媚薬墜ち～あなた見てる?私、本当はこんなに変態なの～（11月13日、MARX）
- 【限定共演】一年先まで予約の取れないW伝説のソープ嬢夢の逆3Pスペシャル（11月25日、ムーディーズ）
- 新人OL監禁飼育 (11月26日、h.m.p DRAMA）
- 終わらないM男いじめ（12月1日、h.m.p）
- しょーたの肉奴隷（12月13日、ダスッ！）
- ド痴女だらけの強制24射精痴女ハーレム楽園 ～男潮吹き・中出し・連続ヌキ完全独り占め220分～（12月13日、痴女ヘブン）
- ナンパJAPAN検証企画!「絆を深めるためには混浴が一番って知ってましたか?」 オフィス街で声をかけた男上司と女部下が二人きりで初めての混浴体験!巨乳編!! 但し用意された水着は極小マイクロビキニのみ!場所はラブホテルのジャグジー!（12月13日、ナンパJAPAN）
- 罠に落された美人妻「毎日、夫が出掛けた後の自宅で、裏風俗を営まされ…今日も見知らぬ男性達の精で汚されています…」（12月13日、オーロラプロジェクト・アネックス）
- 性交クリニックファン感謝祭2017 超豪華版 総集編付き2枚組 8時間スペシャル（12月21日、SODクリエイト）
- 念願のマイホームを購入した直後に隣の脂ぎった中年男に妻を寝取られて何もできない僕…（12月21日、ヒビノ）

2018年
- SODロマンス×フランス書院 息子の嫁に迫られて「お義父さま、お願い…」（1月11日、SODクリエイト）
- 箱入りの妹 監禁調教（1月12日、h.m.p）
- 止まらない絶頂!佐倉ねねを大満足させた! 逆ソープ天国（1月14日、アリスJAPAN）
- ひとり暮らしのおばさんが風邪で寝込んでるので見舞いに行ったら熱のせいでかいた汗が凄くて巨乳がスケスケ! あまりにもエロい格好なので悪いと思いつつ興奮した俺はおばさんから目が離せずに暴発寸前 いったいどうなる!?（1月19日、VENUS）
- 尻貴族（1月27日、HMJM）
- ノーブラで僕を誘惑する隣に引っ越してきたエッチな巨乳奥さん（2月1日、グローリークエスト）
- 禁欲生活で覚醒した巨乳美女の童貞喰い（2月9日、BAZOOKA/KMP）
- 腐女子教師をギャルがサセコにプロデュース（2月9日、BAZOOKA/KMP）
- 接吻乳首責めレズビアン ～女社長の卑猥なレズキスニップル調教～（2月13日、Fitch）
- 僕だけのご奉仕メイド（2月16日、クリスタル映像/e-kiss）
- 魔少年たちの巨乳奥様狩り 20 女教師編（2月16日、クリスタル映像/NITRO）
- 友人の母親（2月19日、VENUS）
- 挑発タイトイズム（2月26日、ミル）
- もう、どうなってもいい…。夫には言えない妻の背徳（2月25日、アタッカーズ）
- BDSM調教志願（3月1日、グローリークエスト）
- 飛び込み営業で成約しまくる訪販レディーのお仕事（BAZOOKA/KMP、3月9日）
- 人一倍性欲が強い貞淑な人妻の本能剥き出しハメ倒しSEX（3月9日、REAL/KMP）
- ハレンチポルノ（3月14日、ゲインコーポレーション）
- 都合のいい愛人と避妊なしで濃密中出し性交。ねね (26)（3月14日、アリスJAPAN）
- 裏回覧板のまわし方 202号室の欲求不満巨乳人妻がヤバいらしい!（3月19日、ドグマ）
- 巨乳レズバトル捜査官（3月21日、ROCKET）
- 夫のそばで…喘ぎ声強制ファック あなたごめんね（3月26日、ながえSTYLE）
- ノーカット撮影汗だく性交。卑猥な巨乳をつたう汗。（3月27日、TEPPAN）
- もの凄い射精に導くリゾートエステ 総額10万超ハイレベル店の予約指名No.1嬢の神テクを再現 回春サロン中出しコース（4月6日、h.m.p）
- 301号室の佐倉ねね PM11時にま○こレンタルします。この団地には住民専用のパコリ放題レンタルま○こが居るらしい（4月13日、REAL/KMP）
- 私達で試乗しませんか?巨乳カーディーラーの淫ら過ぎる営業（4月13日、BAZOOKA/KMP）
- NTRレズビアン ～僕の妻は妻の幼馴染に寝取られましレズた～（4月15日、レズれ！）
- 家庭教師レズビアン 教え子にレズ調教されてしまった私…。（5月7日、ビビアン）
- お嬢様は2時間ばかりご休憩中（5月11日、バルタン）
- 【奇跡】デリヘル呼んだら地元の巨乳な友達で非常においしい思いをした件!! 3（5月11日、BAZOOKA/KMP）
- オイルボイン Gカップぬるぬる体操着（5月18日、クリスタル映像/e-kiss）
- 容赦無き調教奴隷イラマチオ 3 ～無力な女は降りかかる屈辱の災難に喉奥最深部で耐え忍ぶ～（5月18日、SEX Agent）
- 愛する人が寝取られ鬱勃起BEST（5月25日、ダスッ！）
- おっぱいに溺れる。Hカップを超える美巨乳お姉さんの愛欲溢れるSEX（6月13日、S-Cute）
- ド変態体位の羞恥手コキ ～男のプライドはボッロボロ、男のシンボルはボッキボキ。狂ったもん勝ちの快楽世界～（6月22日、SEX Agent）
- もう死んだってかまわない！9 超ラッキーの連続で巻き起こるスケベ過ぎる一日！鼻血が止まらないくらいの夢のエロハプニング続出！（7月19日、ゴールデンタイム）
- 夫公認！ 妻の浮気に興奮しました。（7月25日、ながえスタイル）
- 淫乱美巨乳グラマラス 佐倉ねねBEST8時間（8月1日、Fitch）※単体ベスト
- SM縄調教 凌辱と羞恥と絶頂!! 縛られる屈辱が快感に変わるオンナたち（10月5日、h.m.p）
- 実話再現NTRドラマ 子宝種付け温泉当日ネトラレ（11月19日、熟女はつらいよ）

### VR
2017年
- VR解禁!Hcup95cm爆乳お姉さんとイチャラブSEX（11月1日、ダスッ!）
- 長尺48分・高画質 H-cup弄りまくり 生中出し オッパイ星人特化系VR（11月18日、ブイワンVR）

2018年
- もちろん生本番アリ!超高級ハーレムヘルスで至福の乱交風俗体験!（2月14日、KMPVR）
- キス好きなセフレと中出しエッチ！ボクの後輩は巨乳でムチムチ…エロエロなセックスフレンド（2月16日、CRYSTAL VR）
- ただでさえムッチリ巨乳なのに体が強調されるハイレグコスを着て僕を誘惑、スゴク密着してきて着衣ハメから中出しSEXまでさせてもらいました。（4月3日、MILU VR）

2019年
- 極上風俗イメクラ痴女! そのまま生挿入希望の巨乳Mっ子OLと生中出し! 95cmのたわわに実ったHカップOLに電車内で生挿入!（5月20日、KMPVR-bibi-）